# Барбара Крюгер
Барбара Крюгер (англ. Barbara Kruger; нар. 26 січня 1945, Ньюарк, Нью-Джерсі, США) — американська феміністська художниця і дизайнерка, яскрава представниця постмодерністського руху 80-х. У своїх концептуальних роботах трансформувала прийоми плакатної типографіки і дадаїстичних колажів. Досліджує існуючі канали прямого впливу на свідомість, поширені в журнальній, зовнішній, телевізійній та інтернет-рекламі. Прагне виробити свого роду «антидот» проти настирливого консьюмеризму, що просякнув візуальне поле сучасної цивілізації.

## Життєпис
Початкова кар'єра художниці була пов'язана з журнальними видавництвами, і складалася досить успішно: такі видання, як «Mademoiselle» (де працювала художньою редакторкою), «Дім і сад». В середині 70-х Крюгер захопилася текстилем; вона робила версії вільно висячих шпалер, в руслі дослідів польської художниці Магдалени Абаканович. 1977 роком датоване звернення Крюгер до друкованим форм, що її прославили.
Найбільш запам'ятовуються надруковані шовкографічним способом чорно-білі, запозичені з популярних журналів фотографії, в «тіло» яких вживлені короткі і чіткі, як удар батога, текстові коментарі, набрані, як правило, шрифтом Футура (частіше білим по червоному). У застосовуваній художницею суворій палітрі, обмеженій червоним, білим і чорним, а також у зверненні до контрастної шрифтової графіки, відчувається вплив естетики російських конструктивістів, зокрема Олександра Родченко.
Постмодерністські прийоми, використовувані Барбарою Крюгер (виявлення складних соціальних стереотипів, перевертання з ніг на голову вкорінених в масовій свідомості кліше), досить скоро виявили її прихильників в інтелектуальному середовищі (що в більшості складається з чоловіків), пов'язаної з журналами October, Art in America. З іншого боку, заявлена в роботах Крюгер активна соціальна позиція зближувала її зі спільнотою художниць-феміністок, що проявилися, в основному, на рубежі 70-х—80-х років, таких як:
- Міріам Шапіро[en] (англ.) 1923 р.,
- Джуді Чикаго, 1939 р., авторка терміну «феміністичне мистецтво»,
- Каролі Шніман[en] (англ.) р. 1939,
- Шеррі Левін[en] (англ.) р. 1947,
- Сінді Шерман, 1954 р.,
- хореографиня Івонна Райнер, 1934 р.
- група анонімних активісток Guerrilla Girls.

Помітні, «фірмові» роботи Крюгер знайшли своє місце не тільки в просторах музеїв і на сторінках численних видань, присвячених її творчості, але і на рекламних щитах, футболках, сірникових коробках і листівках.
Барбара Крюгер живе і працює в Нью-Йорку і Лос-Анджелесі.